# Tony Canadeo
Pro Football Hall of Fame 1974
(en) Statistiques sur pro-football-reference
Anthony Robert "Tony" Canadeo, né le 5 mai 1919 à Chicago (Illinois) et décédé le 29 novembre 2003 à Green Bay (Wisconsin) était un joueur professionnel de football américain évoluant au poste de running back au sein des Packers de Green Bay.
Canadeo a d'abord commencé le football au sein de l'équipe universitaire de Gonzaga  où il fut surnommé « le fantôme gris de Gonzaga » (The Gray Ghost of Gonzaga) en raison de l'apparition prématurée de cheveux gris. Il a ensuite poursuivi une carrière professionnelle en étant sélectionné par les Packers en 77e position (9e tour) de la draft 1941. Il a dû interrompre sa carrière en 1945 pour servir dans l'armée durant la Seconde Guerre mondiale  mais a retrouvé son équipe dès 1946 où il s'impose comme running back titulaire. En 1949 il fut le premier joueur des Packers à franchir les 1000 yards à la course (1052) en une saison, un exploit qui n'avait été accompli que deux fois précédemment dans l'histoire de la NFL.

le numéro de Canadéo a été retiré par les Packers en 1952

Canadeo est l'un des cinq joueurs des Packers de Green Bay à voir son numéro retiré par l'équipe. Son numéro (3) a été retiré immédiatement en 1952, précédée par Don Hutson (14) en 1951, et suivi par Bart Starr (15) en 1973, Ray Nitschke (66) en 1983, et Reggie White (92) en 2005.
Après sa carrière de joueur, Canadeo a poursuivi sa collaboration avec l'équipe en tant que diffuseur et membre du comité exécutif.
Tony Canadeo a été intronisé au Pro Football Hall of Fame en 1974. Il est mort à Green Bay en 2003 à l'âge de 84 ans.